# Glasbilo
Glasbílo oziroma glásbeni instrumènt je priprava za izvajanje glasbe. Je naprava, ustvarjena ali prilagojena za ustvarjanje glasbenih zvokov. Načeloma lahko vsak predmet, ki proizvaja zvok, štejemo za glasbilo, saj predmet postane glasbilo zaradi namena. Oseba, ki igra glasbilo, je znana kot instrumentalist ali glasbenik. Zgodovina glasbenih instrumentov sega v začetke človeške kulture. Zgodnji glasbeni instrumenti so se morda uporabljali za obrede, kot je rog za znak uspeha na lovu ali boben v verskem obredu. Kulture so sčasoma razvile skladanje in izvajanje melodij za zabavo. Glasbila so se razvijala v koraku s spreminjajočimi se aplikacijami in tehnologijami. 
Datum in izvor prve naprave, ki velja za glasbilo, je sporen. Najstarejši predmet, ki ga nekateri učenjaki imenujejo glasbilo, preprosta piščal, je stara 50.000–60.000 let. Nekatera soglasja datirajo zgodnje piščali na približno 40.000 let nazaj. Vendar večina zgodovinarjev meni, da je določitev določenega časa izuma glasbil nemogoča, saj so bila mnoga zgodnja glasbila izdelana iz živalskih kož, kosti, lesa in drugih neobstojnih materialov. 
Glasbila so se razvila neodvisno v številnih naseljenih regijah sveta. Vendar pa je stik med civilizacijami povzročil hitro širjenje in prilagoditev večine instrumentov v krajih daleč od njihovega izvora. Do srednjega veka so bili instrumenti iz Mezopotamije v obmorski jugovzhodni Aziji, Evropejci pa so igrali na instrumente, ki izvirajo iz Severne Afrike. Razvoj v Ameriki je potekal počasneje, vendar so si kulture Severne, Srednje in Južne Amerike delile glasbila.
Do leta 1400 se je razvoj glasbenih instrumentov na številnih območjih upočasnil in prevladoval je Zahod. V obdobju klasične in romantične glasbe, ki je trajalo približno od 1750 do 1900, je bilo razvitih veliko novih glasbil. Medtem ko se je razvoj tradicionalnih glasbil z začetkom v 20. stoletju upočasnil, je širjenje elektrike povzročilo izum novih električnih inštrumentov, kot so električne kitare, sintetizatorji in teremin.
Klasifikacija glasbil je samostojna disciplina. V preteklih letih so bili uporabljeni številni sistemi klasifikacije. Inštrumente je mogoče razvrstiti glede na njihov učinkovit obseg, materialno sestavo, velikost, vlogo itd. Najbolj uveljavljeni sta razdelitev po načinu izvajanja in znanstvena (akustična) razdelitev.
V akustičnem smislu glasbila delimo na:
- idiofone - samozveneče inštrumente
- metalofone - inštrumente, pri katerih zveni kovina
- ksilofone - inštrumente, pri katerih zveni les
- kordofone - inštrumente, ki zvenijo z vibriranjem strun
- aerofone - inštrumente, ki delujejo s pomočjo zraka
- membranofone - inštrumente, pri katerih zvenijo napete kože
- elektrofone - inštrumente, ki delujejo s pomočjo elektrike ali elektronike

glede na način izvajanja pa na:
- godala
- pihala
- tolkala
- trobila
- brenkala
- glasbila s tipkami

Razdelitev glede na način izvajanja je dvoumna, saj lahko na nekatere instrumente igramo na več načinov. Na godala, na primer, lahko tudi brenkamo (pizzicato). Podoben primer je klavir, ki bi ga lahko označili tudi kot tolkalo, saj na klaviaturo polagamo prste, kar lahko počnemo tudi pri nekaterih bobnih. Poleg tega se glasbila s tipkami za razliko od ostalih skupin razlikujejo po tem, da spadajo v različne akustične skupine instrumentov, pri klavirju je zvočilo struna, pri orglah zrak, pri celesti kovina in tako dalje. Vseeno je ta razdelitev najbolj ustaljena, zato je glasbena teorija ne zavrača.

## Opredelitev in osnovno delovanje
Glasbilo se uporablja za ustvarjanje glasbenih zvokov. Ko so se ljudje preselili iz ustvarjanja zvokov s svojimi telesi - na primer s ploskanjem - na uporabo predmetov za ustvarjanje glasbe iz zvokov, so se rodila glasbila.[1] Primitivni inštrumenti so bili verjetno zasnovani za posnemanje naravnih zvokov in namenjeni za obrede in ne zabave.[2] Koncepta melodije in umetniškega iskanja glasbene kompozicije zgodnji igralci glasbil verjetno niso poznali. Oseba, ki zvoni na kostno piščal, da bi označila začetek lova, to počne brez razmišljanja o sodobnem pojmovanju "ustvarjanja glasbe".[2]
Glasbeni inštrumenti so izdelani v širokem naboru slogov in oblik z uporabo številnih različnih materialov. Zgodnji glasbeni instrumenti so bili izdelani iz "najdenih predmetov", kot so školjke in deli rastlin.[2] Z razvojem inštrumentov sta se razvijala tudi izbira in kakovost materialov. Skoraj vsak material v naravi je vsaj ena kultura uporabila za izdelavo glasbil.[2] Glasbilo igramo tako, da z njim na nek način komuniciramo - na primer z brenkanjem po strunah, udarjanjem po površini bobna ali pihanjem v živalski rog.[2]

## Arheologija
Raziskovalci so odkrili arheološke dokaze o glasbenih instrumentih v mnogih delih sveta. Nekateri artefakti so datirani na 67.000 let, medtem ko kritiki pogosto oporekajo ugotovitvam. Utrjuje se soglasje o artefaktih, starih okoli 37.000 let in pozneje. Ugotovljeno je bilo, da artefakti, narejeni iz trpežnih materialov ali zgrajeni z uporabo trajnih metod, preživijo. Najdenih primerkov kot takih ni mogoče neizpodbitno uvrstiti med najstarejša glasbila.[3]
Julija 1995 je slovenski arheolog Ivan Turk na severozahodnem delu Slovenije odkril kostni izrez. Rezbarija, imenovana piščal Divje Babe, ima štiri luknje, za katere je kanadski muzikolog Bob Fink ugotovil, da bi jih lahko uporabili za igranje štirih not diatonične lestvice. Raziskovalci ocenjujejo starost domnevne piščali med 43.400 in 67.000 let, zaradi česar bi lahko bila najstarejše znano glasbilo in edino glasbilo, povezano z neandertalsko kulturo.[4] Vendar pa nekateri arheologi in etnomuzikologi oporekajo statusu piščali kot glasbila.[5] Nemški arheologi so v Švabskih Alpah našli piščali iz mamutove in labodje kosti, stare od 30.000 do 37.000 let. Piščali so bile izdelane v dobi zgornjega paleolitika in so pogosteje sprejete kot najstarejša znana glasbila.[6]
Med izkopavanji na kraljevem pokopališču v sumerskem mestu Ur so odkrili arheološke dokaze o glasbenih instrumentih. Ti inštrumenti, eden prvih doslej odkritih ansamblov inštrumentov, vključujejo devet lir (urske lire), dve harfi, srebrno dvojno flavto, sistrum in činele. Niz srebrnih piščali odkrit v Uru, je bil verjeten predhodnik sodobnih dud.[7] Cilindrične cevi imajo tri stranske luknje, ki so omogočale igralcem, da izdelajo celotonsko lestvico.[8] Ta izkopavanja, ki jih je izvedel Leonard Woolley v dvajsetih letih dvajsetega stoletja, so odkrila nerazgradljive fragmente instrumentov in praznine, ki so jih pustili degradirani segmenti, ki so bili skupaj uporabljeni za njihovo rekonstrukcijo.[9] Grobovi, v katerih so bili ti instrumenti pokopani, so bili datirani med 2600 in 2500 pr. n. št.[10] 
Arheologi so na najdišču Jiahu v osrednji provinci Henan na Kitajskem našli piščali iz kosti, ki so stare 7.000 do 9.000 let[11] in predstavljajo nekatera od najzgodnejših popolnih glasbil z več notami, ki jih je mogoče igrati, kar so jih kdaj našli.[11][12]

## Zgodovina
Strokovnjaki se strinjajo, da ni popolnoma zanesljivih metod za določanje natančne kronologije glasbil v različnih kulturah. Primerjava in organiziranje instrumentov glede na njihovo kompleksnost je zavajajoča, saj je napredek glasbenih instrumentov včasih zmanjšal kompleksnost. Na primer, gradnja zgodnjih bobnov z režami je vključevala podiranje in izdolbenje velikih dreves; kasneje so bili režni bobni izdelani z odpiranjem bambusovih stebel, kar je bilo veliko preprostejše opravilo.[13]
Nemški muzikolog Curt Sachs, eden najvidnejših muzikologov[14] in glasbenih etnologov[15] sodobnega časa, trdi, da je napačno urejati razvoj glasbil po izdelavi, saj kulture napredujejo različno hitro in imajo dostop do različnih surovin. Na primer, sodobni antropologi, ki primerjajo glasbila iz dveh kultur, ki sta obstajali ob istem času, vendar se razlikujeta po organizaciji, kulturi in rokodelstvu, ne morejo ugotoviti, katera glasbila so bolj "primitivna".[16]Tudi geografsko razvrščanje instrumentov ni zanesljivo, saj ni vedno mogoče ugotoviti, kdaj in kako so se kulture med seboj stikale in delile znanje. Sachs je predlagal, da je geografska kronologija do približno leta 1400 boljša zaradi njene omejene subjektivnosti.[17] Po letu 1400 lahko sledimo splošnemu razvoju glasbil skozi čas.[17]
Znanost o označevanju vrstnega reda razvoja glasbil se opira na arheološke artefakte, umetniške upodobitve in literarne reference. Ker so podatki v eni raziskovalni poti lahko nedokončni, vse tri poti zagotavljajo boljšo zgodovinsko sliko.[3]

### Prazgodovina
Vse do 19. stoletja našega štetja se je evropsko pisana glasbena zgodovina začele z mitološkimi pripovedmi, pomešanimi s svetimi zapisi o tem, kako so bila izumljena glasbila. Takšna poročila so vključevala Jubala, Kajnovega potomca in »očeta vseh, ki igrajo s harfo in orglami« (Geneza 4:21), Pana, izumitelja piščali, in Merkurja, ki naj bi iz posušenega želvjega oklepa naredil prvo liro. Sodobna zgodovina je takšno mitologijo nadomestila z antropološkimi špekulacijami, občasno podprtimi z arheološkimi dokazi. Učenjaki se strinjajo, da dokončnega "izuma" glasbila ni bilo, saj je izraz "glasbilo" subjektiven in ga je težko opredeliti.[18]
Med prvimi napravami zunaj človeškega telesa, ki jih štejemo za inštrumente, so ropotulje, štampiljke in razni bobni.[19] Ti instrumenti so se razvili zaradi človeškega motoričnega impulza za dodajanje zvoka čustvenim gibom, kot je ples.[20] Sčasoma so nekatere kulture svojim glasbilom dodelile obredne funkcije, uporabljale so jih za lov in različne obrede.[21] Te kulture so razvile bolj zapletena tolkala in druge instrumente, kot so jezde, piščali in trobente. Nekatere od teh oznak imajo precej drugačne konotacije od tistih, ki se uporabljajo v današnjem času; zgodnje flavte in trobente so tako označene zaradi njihovega osnovnega delovanja in funkcije, ne pa zaradi podobnosti s sodobnimi instrumenti.[22] Med zgodnjimi kulturami, za katere so bobni razvili ritualni, celo sveti pomen, so Čukči z ruskega Daljnega vzhoda, staroselci Melanezije in številne afriške kulture. Pravzaprav so bili bobni razširjeni v vseh afriških kulturah.[23] Vzhodnoafriško pleme Wahinda je verjelo, da je tako sveto, da bi bilo videti boben usodno za vsako osebo razen za sultana.[24]
Ljudje so sčasoma razvili koncept uporabe glasbil za ustvarjanje melodije, kar je bilo prej običajno le pri petju. Podobno kot pri procesu reduplikacije v jeziku so tudi igralci instrumentov najprej razvili ponavljanje in nato aranžma. Zgodnja oblika melodije je bila ustvarjena z udarjanjem dveh žigosanih cevi nekoliko različnih velikosti - ena cev je proizvedla "jasen" zvok, druga pa je odgovorila s "temnejšim" zvokom. Takšni pari inštrumentov so vključevali tudi režne bobne, trobente iz školjk in kožne bobne. Kulture, ki so uporabljale te pare instrumentov, so jih povezovale s spolom; »oče« je bil večji ali bolj energičen instrument, medtem ko je bila »mati« manjši ali dolgočasnejši instrument. Glasbila so v tej obliki obstajala tisočletja, preden so se vzorci treh ali več tonov razvili v obliko najzgodnejšega ksilofona.[25] Ksilofoni izvirajo iz celine in arhipelaga jugovzhodne Azije, sčasoma pa so se razširili v Afriko, Ameriko in Evropo.[26] Skupaj s ksilofoni, ki so segali od preprostih kompletov treh "nožnih palic" do skrbno uglašenih nizov paralelnih palic, so različne kulture razvile inštrumente, kot so zemeljska harfa, zemeljske citre, glasbeni lok in čeljustna harfa.[27] Nedavne raziskave obrabe in akustike kamnitih artefaktov so razkrile možen nov razred prazgodovinskih glasbil, znanih kot litofoni.[28][29]

### Antika
Slike glasbil se začnejo pojavljati v mezopotamskih artefaktih leta 2800 pred našim štetjem ali prej. Okoli leta 2000 pr. n. št. sta sumerska in babilonska kultura zaradi delitve dela in razvijajočega se razrednega sistema začeli razmejevati dva različna razreda glasbil. Popularni inštrumenti, preprosti in nanje lahko igra vsak, so se razvili drugače od profesionalnih inštrumentov, katerih razvoj je bil osredotočen na učinkovitost in spretnost.[30] Kljub temu razvoju je bilo v Mezopotamiji najdenih zelo malo glasbil. Učenjaki se morajo za rekonstrukcijo zgodnje zgodovine glasbil v Mezopotamiji zanašati na artefakte in klinopisna besedila, napisana v sumerščini ali akadščini. Tudi postopek dodeljevanja imen tem instrumentom je zahteven, saj ni jasnega razlikovanja med različnimi instrumenti in besedami, ki se uporabljajo za njihov opis.[31]
Čeprav so sumerski in babilonski umetniki v glavnem upodabljali obredne instrumente, so zgodovinarji razlikovali šest idiofonov, ki so jih uporabljali v zgodnji Mezopotamiji: palice, klapne, sistre, zvonce, činele in ropotulje.[32] Sistre so vidno upodobljene na velikem reliefu Amenhotepa III.[33] in so še posebej zanimive, ker so bile podobne zasnove najdene v daljnosežnih krajih, kot je Tbilisi v Gruziji in med indijanskim plemenom Yaqui.[34] Prebivalci Mezopotamije so imeli raje glasbila s strunami, kar dokazuje njihovo širjenje v mezopotamskih figuricah, ploščah in pečatih. Upodobljene so neštete vrste harf, pa tudi lire in lutnje, predhodnice sodobnih strunskih glasbil, kot je violina.[35]
Glasbila, ki jih je uporabljala egipčanska kultura pred letom 2700 pr. n. št., so bila presenetljivo podobna tistim iz Mezopotamije, zaradi česar so zgodovinarji sklepali, da so morale biti civilizacije v medsebojnem stiku. Sachs ugotavlja, da Egipt ni imel nobenih instrumentov, ki jih ni imela tudi sumerska kultura.[36] Vendar se do leta 2700 pr. n. št. zdi, da so se kulturni stiki razblinili; lira, vidno obredno glasbilo v Sumerju, se je v Egiptu pojavila šele v naslednjih 800 letih.[36] Klepetalke in pretresne palice se pojavljajo na egipčanskih vazah že leta 3000 pr. n. št. Civilizacija je uporabljala tudi sistre, navpične piščali, dvojne klarinete, obokane in oglate harfe ter različne bobne.[37]
Malo zgodovine je na voljo v obdobju med 2700 pr. n. št. in 1500 pr. n. št., ko je Egipt (in pravzaprav Babilon) vstopil v dolgo nasilno obdobje vojne in uničenja. Takrat so Kasiti uničili Babilonsko cesarstvo v Mezopotamiji, Hiksi pa Srednje kraljestvo Egipta. Ko so egipčanski faraoni okoli leta 1500 pr. n. št. osvojili jugozahodno Azijo, so se obnovile kulturne vezi z Mezopotamijo in tudi egipčanska glasbila so odsevala močan vpliv azijskih kultur.[36] Pod svojimi novimi kulturnimi vplivi so ljudje Novega kraljestva začeli uporabljati oboe, trobente, lire, lutnje, kastanjete in činele.[38] 
Za razliko od Mezopotamije in Egipta poklicni glasbeniki v Izraelu med letoma 2000 in 1000 pred našim štetjem niso obstajali. Medtem ko se zgodovina glasbil v Mezopotamiji in Egiptu opira na umetniške upodobitve, je kultura v Izraelu proizvedla le malo takih upodobitev. Učenjaki se morajo zato zanašati na informacije, pridobljene iz Svetega pisma in Talmuda.[39] Hebrejska besedila omenjajo dva pomembna inštrumenta, povezana z Jubalom: ugab (piščal) in kinnor (lira).[40] Drugi instrumenti tega obdobja so vključevali tof (boben), pa'amon (majhne zvončke ali zvončke), šofar in trobenti podobno hasosro.[41] 
Z uvedbo monarhije v Izraelu v 11. stoletju pr. n. št. so se pojavili prvi profesionalni glasbeniki in z njimi drastično povečanje števila in raznolikosti glasbil.[42] Vendar ostaja prepoznavanje in razvrščanje inštrumentov izziv zaradi pomanjkanja umetniških interpretacij. Na primer, godala nejasne zasnove, imenovana nevali in asori, so obstajala, vendar jih niti arheologija niti etimologija ne moreta jasno opredeliti.[43]Ameriška muzikologinja Sibyl Marcuse v svoji knjigi A Survey of Musical Instruments predlaga, da mora biti nevel podoben navpični harfi zaradi svoje povezave z nablo, feničanskim izrazom za "harfo".[44]
V Grčiji, Rimu in Etruriji sta bila uporaba in razvoj glasbil v ostrem nasprotju z dosežki teh kultur v arhitekturi in kiparstvu. Inštrumenti tistega časa so bili preprosti in skoraj vsi so bili uvoženi iz drugih kultur.[45] Lire so bile glavno glasbilo, saj so jih glasbeniki uporabljali v čast bogovom.[46] Grki so igrali na različna pihala, ki so jih uvrščali med aulos (jezike) ali syrinx (piščali); Grška pisava iz tistega časa odraža resno študijo izdelave trstike in tehnike igranja.[8] Rimljani so igrali na inštrumente s trstiko, imenovane tibia, s stranskimi luknjami, ki so jih lahko odpirali ali zapirali, kar je omogočalo večjo prilagodljivost pri načinih igranja.[47] Drugi instrumenti, ki so bili v splošni rabi v regiji, so vključevali navpične harfe, ki so izhajale iz orientskih, lutnje egipčanskega dizajna, različne piščalke in orgle ter klapke, na katere so igrale predvsem ženske.[48] 
Dokazi o glasbenih inštrumentih, ki so jih uporabljale zgodnje indijske civilizacije, so skoraj v celoti pomanjkljivi, zaradi česar je nemogoče zanesljivo pripisati inštrumente jezikovno govoreči kulturi Munda in Dravidi, ki sta prvi naselili to območje. Namesto tega se zgodovina glasbil na tem območju začne s civilizacijo doline Inda, ki se je pojavila okoli leta 3000 pr. n. št. Različne ropotulje in piščalke, najdene med izkopanimi artefakti, so edini fizični dokaz glasbenih instrumentov.[49] Glineni kipec kaže na uporabo bobnov, preiskava indske pisave pa je razkrila tudi upodobitve navpičnih obokanih harf, ki so po zasnovi enake tistim na sumerskih artefaktih. To odkritje je med številnimi znaki, da sta kultura doline Inda in sumerske kulture ohranili kulturni stik. Poznejši razvoj glasbenih instrumentov v Indiji se je zgodil z Rigvedo ali himnami. Te pesmi so uporabljale različne bobne, trobente iz školjk, harfe in piščali.[50] Drugi pomembni instrumenti, ki so se uporabljali v zgodnjih stoletjih našega štetja, so bili dvojni klarinet krotilca kač, dude, sodčasti bobni, križne piščali in kratke lutnje. Na splošno Indija do srednjega veka ni imela edinstvenih glasbil.[51]
Glasbila, kot so citre, so se pojavila v kitajskih zapisih okoli 12. stoletja pred našim štetjem in prej.[52] Zgodnji kitajski filozofi, kot so Konfucij (551–479 pr. n. št.), Mencij (372–289 pr. n. št.) in Laozi, so oblikovali razvoj glasbil na Kitajskem in zavzeli odnos do glasbe, podoben Grkom. Kitajci so verjeli, da je glasba bistveni del značaja in skupnosti, zato so razvili edinstven sistem razvrščanja svojih glasbil glede na njihovo materialno sestavo.[53]
Idiofoni so bili izjemno pomembni v kitajski glasbi, zato je bila večina zgodnjih glasbil idiofonov. Poezija dinastije Shang omenja zvonove, zvončke, bobne in kroglaste piščali, izrezljane iz kosti, slednjo so izkopali in ohranili arheologi.[54] Dinastija Zhou je videla tolkala, kot so klapke, korita, lesene ribe in yǔ (leseni tiger). V tem času so se pojavila tudi pihala, kot so piščal, tonska piščal in ustne orgle.[55] Xiao (piščal, katero pihaš na robu) in različni drugi instrumenti, ki so se razširili skozi mnoge kulture, so se na Kitajskem začeli uporabljati med in po dinastiji Han.[56]
Čeprav so civilizacije v Srednji Ameriki do enajstega stoletja našega štetja dosegle razmeroma visoko stopnjo sofisticiranosti, so zaostajale za drugimi civilizacijami v razvoju glasbil. Na primer, niso imeli godal; vsi njihovi inštrumenti so bili idiofoni, bobni in pihala, kot so flavte in trobente. Od teh je bila samo piščal sposobna ustvariti melodijo.[57] Nasprotno pa so bile predkolumbovske južnoameriške civilizacije na območjih, kot so današnji Peru, Kolumbija, Ekvador, Bolivija in Čile, kulturno manj napredne, glasbeno pa bolj napredne. Južnoameriške kulture tistega časa so uporabljale pan-pivle, pa tudi različne piščali, idiofone, bobne in trobente iz školjke ali lesa.[58]

### Srednji vek
V srednjem veku je Kitajska razvila tradicijo vključevanja glasbenih vplivov iz drugih regij. Prvi zapis o tej vrsti vpliva je iz leta 384, ko je Kitajska po osvojitvi Turkestana ustanovila orkester na svojem cesarskem dvoru. Sledili so vplivi iz Bližnjega vzhoda, Perzije, Indije, Mongolije in drugih držav. Pravzaprav kitajska tradicija tem regijam in državam pripisuje veliko glasbil iz tega obdobja.[61] Cimbale so postale priljubljene skupaj z naprednejšimi trobentami, klarineti, klavirji, oboami, flavtami, bobni in lutnjami.[62] Nekatere od prvih ločnih citer so se pojavile na Kitajskem v 9. ali 10. stoletju pod vplivom mongolske kulture.[63]
Indija je v srednjem veku doživela podoben razvoj kot Kitajska; vendar so se glasbila s strunami razvila drugače, saj so se prilagodila različnim glasbenim slogom. Medtem ko so bila kitajska glasbila s strunami zasnovana za ustvarjanje natančnih tonov, ki se lahko ujemajo s toni zvonjenja, so bila godala v Indiji bistveno bolj prilagodljiva. Ta prilagodljivost je ustrezala diapozitivom in tremolom hindujske glasbe.[64] Ritem je bil izjemnega pomena v indijski glasbi tistega časa, kar dokazuje pogosta upodobitev bobnov na reliefih iz tega časa. Poudarek na ritmu je vidik, ki izvira iz indijske glasbe. Zgodovinarji delijo razvoj glasbenih inštrumentov v srednjeveški Indiji med predislamsko in islamsko obdobje zaradi različnega vpliva vsakega obdobja.[65]
V predislamskih časih so se v hindujski glasbi široko uporabljali idiofoni, kot so ročni zvončki, činele in nenavadna glasbila, podobna gongom. Inštrument, podoben gongu, je bil bronast disk, po katerem so namesto s kladivom udarjali s kladivom. V tem obdobju so se pojavili cevasti bobni, citre (veena), kratke viole, dvojne in trojne flavte, zvite trobente in ukrivljeni indijski rogovi.[66] Islamski vplivi so prinesli nove vrste bobnov, popolnoma okrogle ali osmerokotne v nasprotju z nepravilnimi predislamskimi bobni.[67] Perzijski vpliv je prinesel oboe in sitarje, čeprav so imeli perzijski sitarji tri strune, indijska različica pa od štiri do sedem.[68] Islamska kultura je uvedla tudi inštrumente z dvojnim klarinetom kot Alboka (iz arabščine al-buq ali "rog"), ki je danes živ le v Baskiji. Igrati ga je treba s tehniko krožnega dihanja.
Glasbene inovacije jugovzhodne Azije vključujejo tiste v obdobju indijskega vpliva, ki se je končalo okrog leta 920.[69] Balijska in javanska glasba sta uporabljali ksilofone in metalofone, bronaste različice prvega.[70] Najvidnejše in najpomembnejše glasbilo jugovzhodne Azije je bil gong. Medtem ko je gong verjetno izviral iz geografskega območja med Tibetom in Burmo, je bil del vsake kategorije človekove dejavnosti v morski jugovzhodni Aziji, vključno z Javo.[71]
Območji Mezopotamije in Arabskega polotoka doživljata hitro rast in izmenjavo glasbil, ko ju je v sedmem stoletju združila islamska kultura.[72] Okvirni bobni in cilindrični bobni različnih globin so bili izjemno pomembni v vseh zvrsteh glasbe.[73] Stožčaste oboe so bile vključene v glasbo, ki je spremljala poročne in obrezovalne obrede. Perzijske miniature nudijo informacije o razvoju kotličkov v Mezopotamiji, ki so se razširili vse do Jave.[74] Različne lutnje, citre, cimbala in harfe so se razširile vse do Madagaskarja na jugu in današnjega Sulavezija na vzhodu.[75]
Kljub vplivom Grčije in Rima je večina glasbil v Evropi v srednjem veku prišla iz Azije. Lira je edino glasbilo, ki je bilo morda izumljeno v Evropi do tega obdobja.[76] Glasbila s strunami so bila v Evropi v srednjem veku pomembna. Srednje in severne regije so uporabljale predvsem lutnje, godala z vratom, medtem ko so južne regije uporabljale lire, ki so imele dvoročno telo in prečko.[76] Različne harfe so služile srednji in severni Evropi vse do Irske, kjer je harfa sčasoma postala nacionalni simbol.[77] Lire so se razmnoževale na istih območjih, vse do vzhoda v Estoniji.[78]
Evropska glasba med letoma 800 in 1100 je postala bolj sofisticirana, pogosteje je zahtevala inštrumente, ki so sposobni polifonije. Perzijski geograf Ibn Khordadbeh iz 9. stoletja je v svoji leksikografski razpravi o glasbilih omenil, da so v Bizantinskem cesarstvu tipični instrumenti vključevali urgen (orgle), shilyani (verjetno vrsta harfe ali lire), salandj (verjetno dude) in liro.[79] Bizantinska lira je prednik večine evropskih godalnih glasbil, vključno z violino.[80]
Monokord je služil kot natančno merilo not glasbene lestvice, kar je omogočilo natančnejše glasbene aranžmaje.[81] Mehanski hurdy-gurdies so posameznim glasbenikom omogočali, da igrajo bolj zapletene aranžmaje, kot bi jih igrale gosli; oba sta bila vidni ljudski glasbili v srednjem veku.[82][83] Južni Evropejci so igrali na kratke in dolge lutnje, katerih klini so segali ob straneh, za razliko od nazaj obrnjenih klinov srednje in severnoevropskih inštrumentov.[84] Idiofoni, kot so zvonovi in klapke, so služili različnim praktičnim namenom, kot je opozorilo na bližanje gobavca.[85]
Deveto stoletje je razkrilo prve dude, ki so se razširile po vsej Evropi in so imele številne uporabe od ljudskih glasbil do vojaških glasbil.[86] Gradnja pnevmatskih orgel se je v Evropi razvila v Španiji v petem stoletju in se okoli leta 700 razširila v Anglijo.[87] Nastali instrumenti so se razlikovali po velikosti in uporabi od prenosnih orgel, ki so jih nosili okoli vratu, do velikih orgel.[88] Literarna poročila o igranju orgel v angleških benediktinskih opatijah proti koncu desetega stoletja so prve omembe orgel, povezanih s cerkvami.[89] Igralci na trstiko v srednjem veku so bili omejeni na oboe; dokazov o klarinetih v tem obdobju ni.[90]

### Renesansa
Največje spremembe v razvoju glasbe so nastopile v obdobju renesanse.[18] Inštrumenti so imeli drugačne namene kot spremljanje petja ali plesa, izvajalci pa so jih uporabljali kot solo inštrumente. Klaviature in lutnje so se razvile kot polifoni inštrumenti, skladatelji pa so vse bolj zapletene skladbe aranžirali z naprednejšo tabulaturo. Skladatelji so prav tako začeli oblikovati glasbena dela za določene instrumente.[18] V drugi polovici šestnajstega stoletja se je orkestracija uveljavila kot metoda pisanja glasbe za različne instrumente. Skladatelji so zdaj določili orkestracijo, kjer so posamezni izvajalci nekoč uporabljali lastno presojo.[91] Polifonični slog je prevladoval v popularni glasbi in izdelovalci glasbil so se na to ustrezno odzvali.[92]
Od približno leta 1400 se je stopnja razvoja glasbil resno povečala, saj so skladbe zahtevale bolj dinamične zvoke. Ljudje so začeli pisati tudi knjige o ustvarjanju, igranju in katalogiziranju glasbil; prva taka knjiga je bila razprava Sebastiana Virdunga iz leta 1511 Musica getuscht und ausgezogen ('Glasba ponemčena in abstrahirana').[91] Virdungovo delo velja za posebej temeljito, ker vključuje opise "nepravilnih" glasbil, kot so lovski rogovi in kravji zvonci, čeprav je Virdung do tega kritičen. Sledile so druge knjige, vključno z Spiegel der Orgelmacher und Organisten ('Ogledalo izdelovalcev orgel in igralcev orgel') Arnolta Schlicka naslednje leto, razprava o izdelavi orgel in igranju na orgle.[93] Od knjig z navodili in referenc, objavljenih v dobi renesanse, je ena znana po podrobnem opisu in upodobitvah vseh pihalnih in strunskih glasbil, vključno z njihovimi relativnimi velikostmi. Ta knjiga, Syntagma musicum Michaela Praetoriusa, zdaj velja za avtoritativno referenco glasbil iz 16. stoletja.[94]
V šestnajstem stoletju so izdelovalci glasbil večini inštrumentov – na primer violini – dali »klasične oblike«, ki jih ohranjajo danes. Razvil se je tudi poudarek na estetski lepoti; poslušalci so bili tako zadovoljni s fizičnim videzom instrumenta kot z njegovim zvokom. Zato so izdelovalci posvečali posebno pozornost materialom in izdelavi, inštrumenti so postali zbirateljski predmeti v domovih in muzejih.[95] V tem obdobju so izdelovalci začeli izdelovati glasbila iste vrste v različnih velikostih, da bi zadovoljili povpraševanje sopotnikov ali ansamblov, ki so igrali dela, napisana za te skupine instrumentov. [96]
Proizvajalci inštrumentov so razvili druge funkcije, ki vzdržijo še danes. Na primer, medtem ko so že obstajale orgle z več klaviaturami in pedali, so se prve orgle s samostojnimi stopnicami pojavile v začetku petnajstega stoletja. Ti postanki naj bi proizvedli mešanico tonov, kar je bilo potrebno za kompleksnost glasbe tistega časa. [97] Trobente so se razvile v sodobno obliko, da bi izboljšale prenosljivost, igralci pa so uporabili mute, da bi se pravilno zlili s komorno glasbo. [98]

### Barok
V začetku sedemnajstega stoletja so skladatelji začeli pisati dela na višji čustveni ravni. Menili so, da polifonija bolj ustreza čustvenemu slogu, ki so ga želeli, in začeli so pisati glasbene dele za instrumente, ki bi dopolnjevali petje človeškega glasu.[92] Posledično so številni instrumenti, ki niso bili zmožni večjih razponov in dinamike in so zato veljali za nečustvene, padli v nemilost. Eden takšnih instrumentov je bil shawm.[99] Lokalna glasbila, kot so violina, viola, bariton in različne lutnje, so prevladovala v popularni glasbi.[100] Od okoli leta 1750 pa je lutnja izginila iz glasbenih skladb v korist naraščajoče priljubljenosti kitare[101]. Ker je razširjenost godalnih orkestrov naraščala, so bila ponovno sprejeta pihala, kot so flavta, oboa in fagot, da bi preprečili monotonost poslušanja samo godal.[102]
Sredi sedemnajstega stoletja se je tisto, kar je bilo znano kot lovski rog, spremenilo v "umetniški instrument", sestavljen iz podaljšane cevi, ožje izvrtine, širšega zvona in veliko širšega razpona. Podrobnosti te preobrazbe so nejasne, vendar se je moderni rog ali, bolj pogovorno, francoski rog, pojavil do leta 1725.[103] Pojavila se je drsna trobenta, različica, ki vključuje ustnik z dolgim grlom, ki je drsel noter in ven, kar je igralcu omogočilo neskončno prilagajanje višine. Ta različica trobente je bila nepriljubljena zaradi težav pri igranju nanjo.[104] Orgle so v baročnem obdobju doživele tonske spremembe, saj so proizvajalci, kot je Abraham Jordan iz Londona, naredili stopnice bolj izrazite in dodali naprave, kot so ekspresivni pedali. Sachs je na ta trend gledal kot na "degeneracijo" splošnega zvoka orgel.[105]

### Romantika
Med klasičnim in romantičnim obdobjem glasbe, ki je trajalo približno od 1750 do 1900, je bilo razvitih in uvedenih v popularno glasbo veliko glasbil, ki so lahko proizvajala nove tone in večjo glasnost. Spremembe oblikovanja, ki so razširile kakovost tonov, so instrumentom omogočile večjo raznolikost izražanja. Priljubljenost velikih orkestrov je narasla in vzporedno s tem so se skladatelji odločili ustvariti celotne orkestrske partiture, ki so izkoristile izrazne sposobnosti sodobnih instrumentov. Ker so instrumenti sodelovali v veliko večjem obsegu, so se morali njihovi dizajni razvijati, da so ustrezali zahtevam orkestra. [106]
Nekateri inštrumenti so morali postati tudi glasnejši, da so napolnili večje dvorane. Piščali in glasbila z loki so bila v prizadevanjih za povečanje glasnosti podvržena številnim spremembam in oblikovnim spremembam – večinoma neuspešnim. Drugi inštrumenti so bili spremenjeni samo zato, da so lahko igrali svoje vloge v partituri. Trobente so tradicionalno imele "pomanjkljiv" razpon - niso bile sposobne proizvesti določenih not z natančnostjo.[107] Novi inštrumenti, kot so klarinet, saksofon in tuba, so postali stalnica v orkestrih. Inštrumenti, kot je klarinet, so prav tako prerasli v cele »družine« inštrumentov z različnimi razponi: mali klarineti, običajni klarineti, bas klarineti itd. [106]
Spremembe glasnosti je spremljala sprememba tipične višine, ki se uporablja za uglaševanje instrumentov. Instrumenti, namenjeni za skupno igranje, kot v orkestru, morajo biti uglašeni po istem standardu, da ne proizvajajo slišno različnih zvokov med igranjem istih not. Z začetkom leta 1762 se je povprečna koncertna višina začela dvigovati od najnižjih 377 vibracij do najvišjih 457 leta 1880 na Dunaju.[108] Različne regije, države in celo proizvajalci inštrumentov so dajali prednost različnim standardom, zaradi česar je bilo sodelovanje orkestrov izziv. Kljub prizadevanjem dveh organiziranih mednarodnih vrhov, ki so se jih udeležili priznani skladatelji, kot je Hector Berlioz, se ni bilo mogoče dogovoriti o nobenem standardu.[109]

### Dvajseto stoletje do danes
Razvoj tradicionalnih glasbil se je v 20. stoletju upočasnil.[110] Glasbila, kot so violina, flavta, francoski rog in harfa, so večinoma enaka tistim, ki so jih izdelovali v osemnajstem in devetnajstem stoletju. Pojavijo se postopne ponovitve; na primer, "Nova družina violin" je začela leta 1964 zagotavljati različne velikosti violin za razširitev razpona razpoložljivih zvokov.[111] Upočasnitev razvoja je bila praktičen odgovor na hkratno upočasnitev velikosti orkestra in prizorišča.[112] Kljub temu trendu tradicionalnih inštrumentov je razvoj novih glasbil eksplodiral v dvajsetem stoletju in raznolikost razvitih inštrumentov je zasenčila vsa prejšnja obdobja.[110]
Širjenje električne energije v 20. stoletju je pripeljalo do nove kategorije glasbil: elektronskih inštrumentov ali elektrofonov.[113] Velika večina proizvedenih v prvi polovici 20. stoletja je bilo tisto, kar je Sachs imenoval "elektromehanski instrumenti"; imajo mehanske dele, ki proizvajajo zvočne vibracije, ki jih poberejo in ojačajo električne komponente. Primeri vključujejo Hammondove orgle in električne kitare.[113] Sachs je definiral tudi podkategorijo "radioelektričnih instrumentov", kot je teremin, ki proizvaja glasbo z igralčevimi gibi roke okoli dveh anten.[114] 
V drugi polovici 20. stoletja so se razvili sintetizatorji, ki proizvajajo zvok z uporabo vezij in mikročipov. V poznih šestdesetih letih so Bob Moog in drugi izumitelji razvili prve komercialne sintetizatorje, kot je sintetizator Moog.[115] Medtem ko so nekoč polnili prostore, je sintetizatorje zdaj mogoče vgraditi v katerokoli elektronsko napravo [115] in so vseprisotni v sodobni glasbi [116] . Vzorčevalniki, uvedeni okoli leta 1980, omogočajo uporabnikom vzorčenje in ponovno uporabo obstoječih zvokov in so bili pomembni za razvoj hip hopa.[117] Leta 1982 je bil predstavljen MIDI, standardizirano sredstvo za sinhronizacijo elektronskih instrumentov.[118] Sodobno širjenje računalnikov in mikročipov je ustvarilo industrijo elektronskih glasbil.[119]

## Izdelava
Materiali, uporabljeni pri izdelavi glasbil, se zelo razlikujejo glede na kulturo in uporabo. Številni materiali imajo poseben pomen zaradi svojega izvora ali redkosti. Nekatere kulture so v svoje instrumente predelale snovi iz človeškega telesa. V starodavni Mehiki so na primer materiali, iz katerih so bili izdelani bobni, morda vsebovali dejanske dele človeškega telesa, pridobljene z daritvenimi darovi. V Novi Gvineji so izdelovalci bobnov mešali človeško kri v lepilo za pritrditev membrane.[103] Murve so na Kitajskem zelo cenjene zaradi njihovega mitološkega pomena - izdelovalci glasbil bi jih zato uporabljali za izdelavo citer. Jakuti verjamejo, da jim izdelava bobnov iz dreves, v katera udari strela, daje posebno povezavo z naravo.[131]
Izdelava glasbil je specializirana obrt, ki zahteva leta usposabljanja, prakse in včasih vajeništvo. Večina izdelovalcev glasbil je specializirana za eno zvrst glasbil; na primer lutjar izdeluje le godala. Nekateri izdelujejo samo eno vrsto glasbila, na primer klavir. Ne glede na to, kakšen inštrument je bil izdelan, mora izdelovalec inštrumenta upoštevati materiale, tehniko izdelave in dekoracijo ter ustvariti uravnotežen, funkcionalen in estetsko prijeten inštrument[132]. Nekateri izdelovalci se osredotočajo na bolj umetniški pristop in razvijajo eksperimentalne glasbene instrumente, pogosto namenjene individualnim stilom igranja.

## Uporabniški vmesniki
Ne glede na to, kako je zvok proizveden, ima veliko glasbil tipkovnico kot uporabniški vmesnik. Instrumenti s tipkami so kateri koli instrumenti, na katere se igra z glasbeno tipkovnico, ki je niz majhnih tipk, ki jih je mogoče pritisniti. Vsaka tipka ustvari enega ali več zvokov; večina inštrumentov s tipkami ima dodatna sredstva (pedali za klavir, stopalke in pedalna tipkovnica za orgle) za upravljanje teh zvokov. Proizvajajo lahko zvok s pihanjem vetra (orgle) ali črpanjem (harmonika),[134][135] z vibriranjem strun, ki jih udarjajo (klavir) ali trzajo (čembalo),[136][137] z elektronskimi sredstvi (sintetizator),[138] ali kako drugače. Včasih so instrumenti, ki običajno nimajo tipkovnice, kot je glockenspiel, opremljeni z eno.[139] Čeprav nimajo gibljivih delov in jih udarjajo kladiva, ki jih igralec drži v rokah, imajo enako fizično razporeditev tipk in proizvajajo zvočne valove na podoben način. Theremin, elektrofon, igra igralec brez fizičnega kontakta. Teremin zaznava bližino igralčevih rok, kar sproži spremembe v njegovem zvoku. V zadnjem času ima lahko tipkovnica krmilnika MIDI, ki se uporablja z digitalno avdio delovno postajo, glasbeno tipkovnico in niz drsnikov, gumbov in gumbov, ki spreminjajo številne zvočne parametre sintetizatorja.

## Instrumentalist
Oseba, ki igra glasbilo, je znana kot instrumentalist ali instrumentalni glasbenik.[140][141] Mnogi instrumentalisti so znani po igranju določenih glasbil, kot so kitarist (kitara), pianist (klavir), basist (bas) in bobnar (boben). Te različne vrste instrumentalistov lahko nastopajo skupaj v glasbeni skupini ali pa samostojno, kot solisti.[142] Po besedah Davida Baskervilla v knjigi Music Business Handbook and Career Guide lahko delovni čas instrumentalista s polnim delovnim časom v povprečju traja le tri ure na dan, vendar večina glasbenikov igra na svoj instrument vsaj štirideset ur na teden.[144]